# Um Kultum
Um Kultum (arabsko أم كلثوم ʾUmm Kulṯūm) [omme kælˈsuːm], egipčanska pevka in igralka, * 4. maj 1904, Tami al-Zahajrah, Guvernat Dakalia, Egipt, † 3. februar 1975, Kairo.
Rodila se je v skromnem podeželskem okolju v vasi Tami al-Zahajrah (blizu mesta El Senbelavejn). Že kot otrok je pokazala izjemen pevski talent, zato se je družina leta 1923 preselila v Kairo, kjer je pričela z učenjem petja in igranja instrumentov ter nastopanjem. Kmalu je pričela sodelovati z najboljšimi skladatelji in besedilopisci. Že leta 1928 je bila znana kot ena najboljših kairskih pevk in z leti je njena slava samo še rasla.
Veljala je za zadržano osebnost in je skrbno pazila na svojo javno podobo, imela pa je tudi nadzor nad vsemi vidiki svoje kariere. Sama je skrbela za produkcijo svojih koncertov in izbirala sodelavce, kot tudi novinarje za intervjuje. Že zgodaj se je pričela pojavljati v množičnih občilih, kar je bila ena ključnih odločitev, ki je pripomogla k njeni uspešnosti. V 1920. in 1930. letih je ustvarjala komercialne posnetke, z egiptovsko nacionalno radijsko postajo je sodelovala od njenega samega začetka leta 1934, leto kasneje pa je tudi prvič nastopila v filmu. 1940. in 1950. leta so bila vrhunec njene kariere, takrat se je od modernističnega glasbenega sloga Zahoda preusmerila v glasbo s tradicionalnimi arabskimi vplivi in kasneje spet na popularne ljubezenske skladbe mlajših skladateljev, zato je bila priljubljena v celotnem arabskem svetu.
Tudi egiptovska revolucija leta 1952 ni ogrozila njene kariere, saj njene vezi s staro oblastjo niso bile močne, čeprav je pred tem redno nastopala za člane kraljeve družine in je bila kratek čas celo zaročena z enim od stricev kralja Faruka. Poleg nastopanja je bila od tedaj aktivna tudi kot aktivistka za različne socialne in politične teme, kot so izboljšanje možnosti za nižji sloj prebivalstva in po porazu Egipta v šestdnevni vojni leta 1967 tudi za državo samo. Postala je »glas in obraz Egipta«.
Težave z zdravjem so jo pestile večino kariere in že leta 1946 je morala prvič prekiniti z nastopanjem ter oditi na daljše zdravljenje. Stanje se ji je dramatično poslabšalo v začetku 1970. let. Decembra 1972 je med nastopom omedlela. V času kratkotrajnih izboljšanj je po tistem še snemala, vendar so bili vsi kasneje načrtovani koncerti odpovedani. Umrla je v začetku leta 1975 zaradi odpovedi srca. Na ulicah Kaira je pogrebni sprevod pričakala milijonska množica, ki je vzela njeno truplo nosačem in ga nosila po rokah še tri ure.